# Helsingborg (comuna)
Helsingborg ou Helsimburgo (em sueco: Helsingborgs kommun) é uma comuna da Suécia localizada no condado de Escânia. Sua capital é a cidade de Helsingborg. Tem 344 quilômetros quadrados e pelo censo de 2018, havia 145 415 residentes.